# The Roommate
Cet article concerne le film de Christian E. Christiansen. Pour la série télévisée américaine, voir Roommates (série télévisée).
Pour plus de détails, voir Fiche technique et Distribution.
The Roommate, ou La Coloc au Québec, est un thriller américain réalisé par Christian E. Christiansen (en), sorti en 2011 au cinéma aux États-Unis.

## Synopsis
Sara Matthews (Minka Kelly) vient étudier à l'université. C'est ici qu'elle rencontre sa colocataire, Rebecca Woods (Leighton Meester). Cette dernière fait découvrir la ville à Sara. Un jour, Rebecca décide d'emmener Sarah chez elle. La mère de Rebecca demande à Sara si Rebecca prend ses médicaments, Sarah est sous un choc total en entendant cette question. Après cette discussion, Rebecca change et commence à devenir une fille très jalouse et en vient à tenter de tuer tout l'entourage de Sara. C'est alors qu'on découvre que Rebecca souffre de bipolarité. 

## Fiche technique
- Titre original et français : The Roommate
- Titre québécois : La Coloc
- Réalisation : Christian E. Christiansen (en)
- Scénario : Sonny Mallhi
- Production : Roy Lee, Doug Davison et Irene Yeung
- Musique originale : John Frizzell
- Image : Phil Parmet
- Montage : Randy Bricker
- Décors : Chris Cornwell
- Costumes : Maya Lieberman
- Pays d'origine :  États-Unis
- Langue originale : Anglais
- Format : Couleur - son Dolby Digital
- Budget : 16 millions $
- Sociétés de production : Vertigo Entertainment
- Genre : Thriller
- Durée : 94 min
- Distribution :
  -  États-Unis : Screen Gems
  -  Québec : Sony Pictures Entertainment Canada
  -  France : Sony Pictures Releasing France
- Dates de sortie :
  -  États-Unis,  Québec : 4 février 2011
  -  France : 11 septembre 2011 (directement en DVD et Blu-ray)
- Classification :
  -  États-Unis : PG-13 (déconseillé aux moins de 13 ans, accord parental souhaitable)
  -  Québec : 13+ (Interdit aux moins de 13 ans non accompagnés d'un adulte)
  -  France : Accord Parental

## Distribution
- Leighton Meester (VF : Laëtitia Godès ; VQ : Kim Jalabert) : Rebecca Evans
- Minka Kelly (VF : Marie-Eugénie Maréchal ; VQ : Rachel Graton) : Sara Matthews
- Cam Gigandet (VF : David Van de Woestyne ; VQ : Alexandre Fortin) : Stephen Morterelli
- Alyson Michalka (VF : Ingrid Donnadieu ; VQ : Annie Girard) : Tracy Morgan
- Danneel Ackles (V.F. : Aurélia Bruno ; VQ : Manon Leblanc) : Irene Crew
- Billy Zane (VF : Éric Legrand ; VQ : Daniel Picard) : Professeur Roberts
- Frances Fisher (VF : Blanche Ravalec ; VQ : Madeleine Arsenault) : Alison Evans
- Tomas Arana (VQ : Denis Gravereaux) : Jeff Evans
- Matt Lanter (VF : Donald Reignoux ; VQ : Frédéric Millaire-Zouvi) : Jason Tanner
- Katerina Graham (VF : Stéphanie Hédin) : Kim Johnson
- Nina Dobrev : Maria

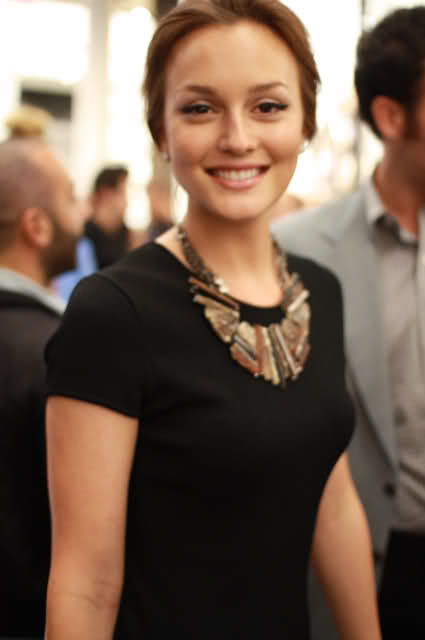
Leighton Meester interprète Rebecca.
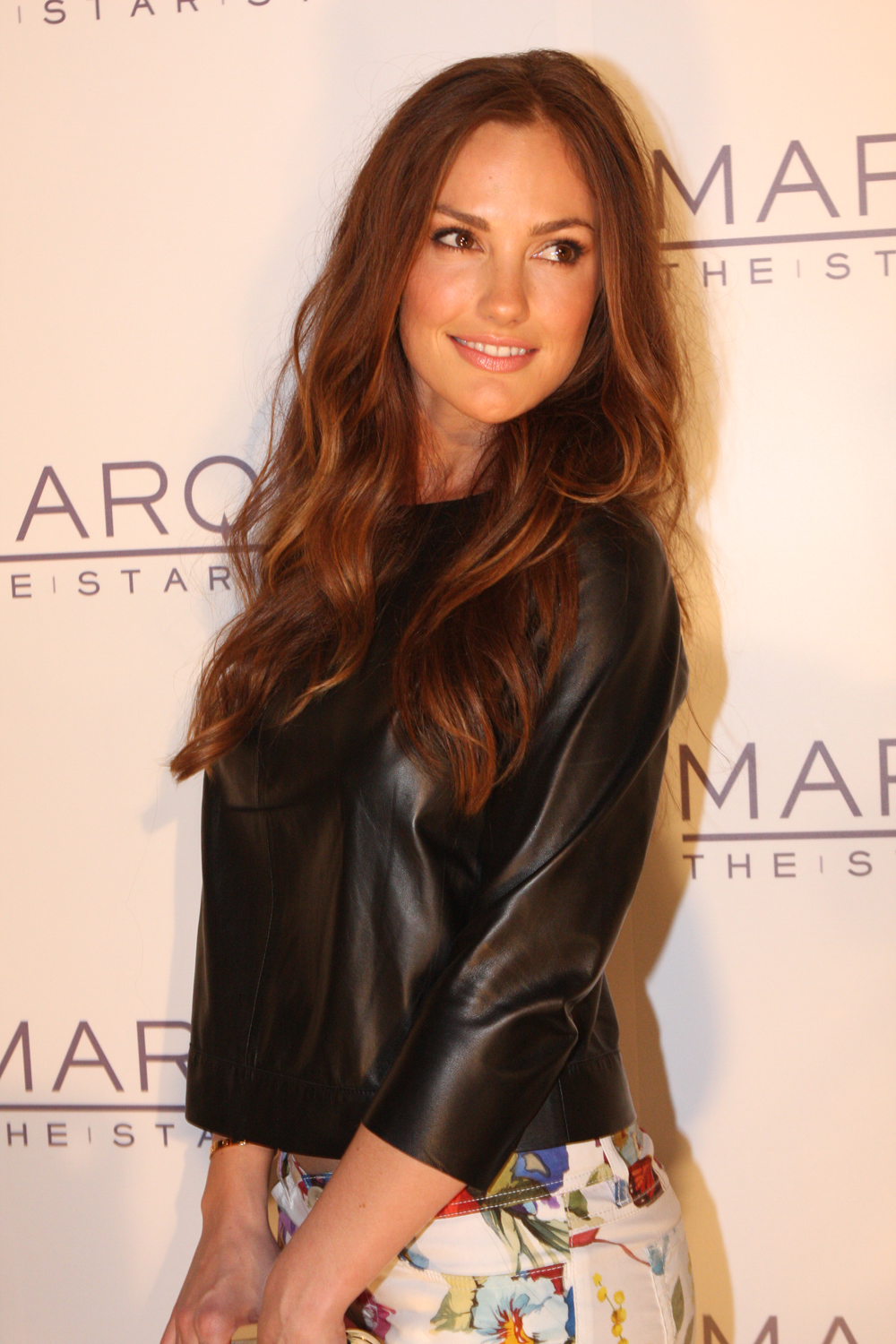
Minka Kelly interprète Sara.
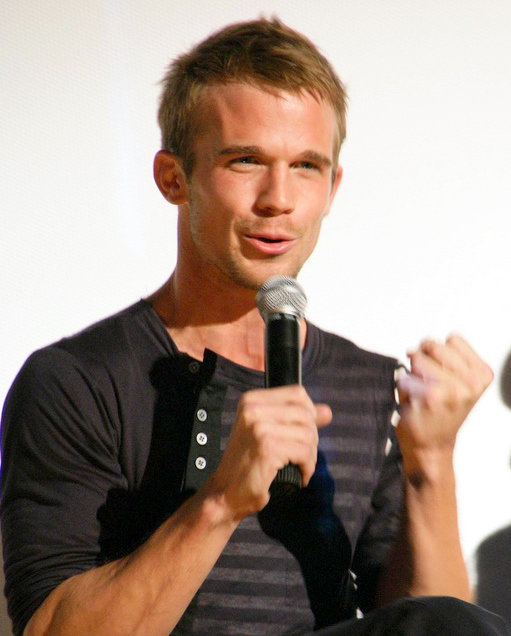
Cam Gigandet interprète Stephen.
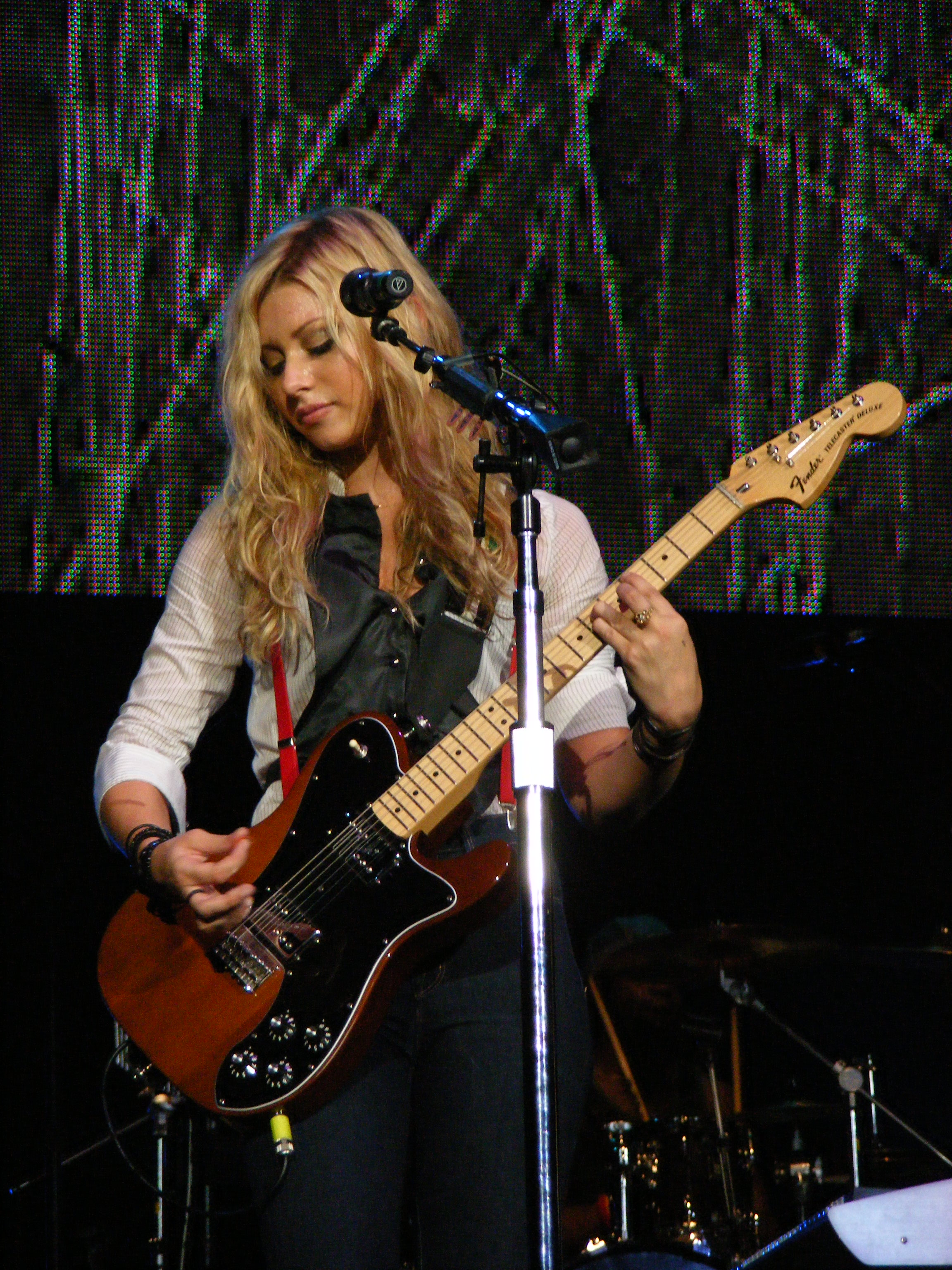
Alyson Michalka interprète Tracy.
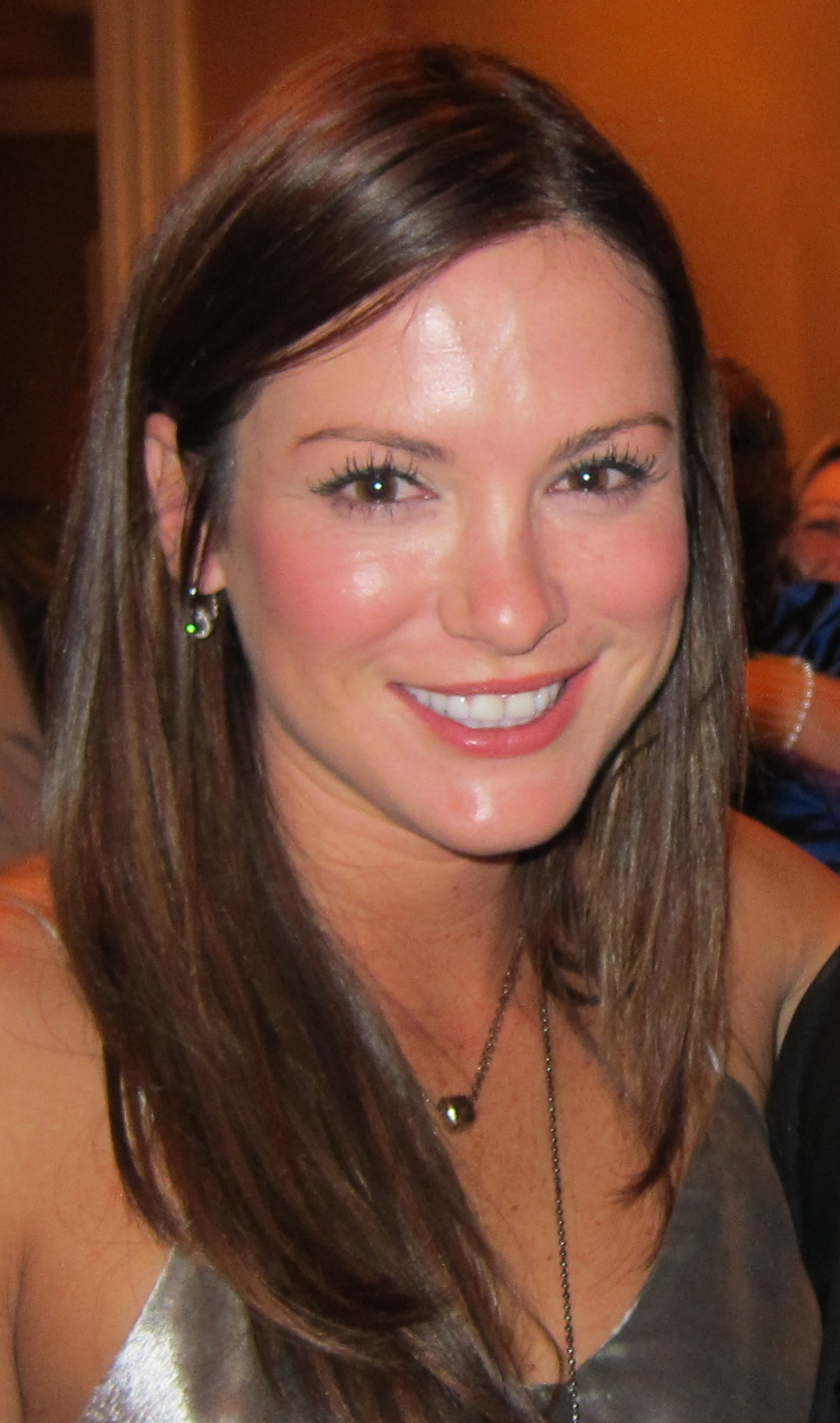
Danneel Harris interprète Irene.
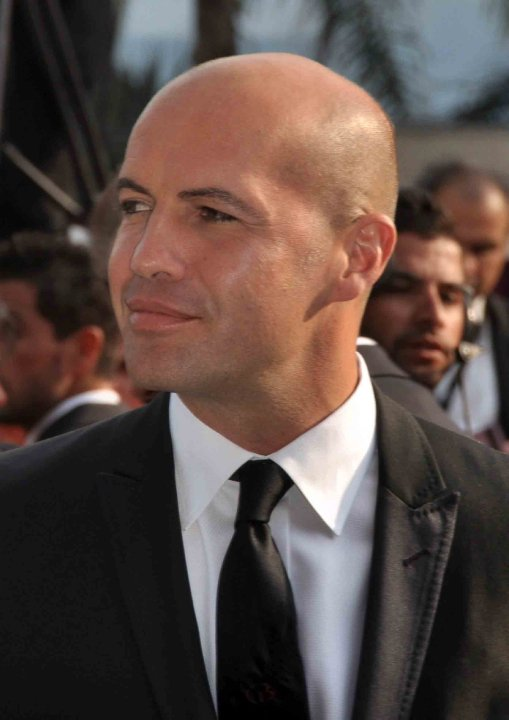
Billy Zane interprète Professeur Roberts.

## Accueil

### Box-Office
Le film réalise une performance correcte au box-office américain en récoltant un peu plus de 37 millions de dollars. Le film étant sorti dans très peu de pays, il ne récoltera seulement 3 millions de dollars à l'étranger. En tout, le film récoltera un peu plus de 40 millions de dollars.

### Critiques
Le film a reçu des critiques négatives, recueillant 4% de critiques positives, avec une note moyenne de 2,7/10 et sur la base de 84 critiques collectées, sur le site agrégateur de critiques Rotten Tomatoes. Sur Metacritic, il obtient un score de 23/100 sur la base de 16 critiques collectées.